# キース・ジャレット&ゲイリー・バートン
『キース・ジャレット&ゲイリー・バートン』（原題：Gary Burton & Keith Jarrett）は、キース・ジャレットとゲイリー・バートンが連名で1970年に録音し、1971年に両名が所属していたアトランティック・レコードから発表されたスタジオ・アルバム。

## 解説
バートンのレギュラー・バンドにジャレットが加わった編成で録音された。5曲中4曲はジャレットの作曲により、唯一スティーヴ・スワロウが提供した「コモ・エン・ベトナム」では、ジャレットはピアノを弾かずソプラノ・サクソフォーンに専念しており、「ザ・レイヴン・スピークス」でも一部でサクソフォーンを吹いた。
スコット・ヤナウはオールミュージックにおいて5点満点中4.5点を付け「ポップ・ミュージック、ロック、カントリー、前衛ジャズといった要素が混ぜ合わされており、結果的には実に理路整然とした作品となった」と評している。また、『CDジャーナル』のガイドコメントでは「70年当時の混沌としたシーンに呼応するようにカテゴライズ無用の音楽を創出」と評されている。
1994年にライノ・レコードから発売された再発CDは、バートンの単独リーダー・アルバム『鼓動(Throb)』（1969年録音・発表）との2 in 1となった。

## 収録曲
特記なき楽曲はキース・ジャレット作曲。
1. グロウ・ユア・オウン - "Grow Your Own" - 4:54
2. ムーンチャイルド/イン・ユア・クワイエット・プレイス - "Moonchild/In Your Quiet Place" - 7:23
3. コモ・エン・ベトナム - "Como en Vietnam" (Steve Swallow) - 7:04
4. フォーチュン・スマイルズ - "Fortune Smiles" - 8:31
5. ザ・レイヴン・スピークス - "The Raven Speaks" - 8:16

## 参加ミュージシャン
- キース・ジャレット - ピアノ、エレクトリックピアノ、ソプラノ・サクソフォーン
- ゲイリー・バートン - ヴィブラフォン
- サム・ブラウン - ギター
- スティーヴ・スワロウ - エレクトリックベース
- ビル・グッドウィン - ドラムス